# General Electric J85
General Electric J85 — турбореактивный двигатель, разработанный и производящийся американской компанией «General Electric». Военные версии создают тягу до 17 кН (до 22 кН с включённым форсажом), что, при собственном весе двигателя 260—310 кг (в зависимости от модификации), обеспечивает ему великолепную тяговооружённость. Разработка и опытно-конструкторские работы велись в рамках совместной программы ВВС и НАСА. Гражданские версии отличаются отсутствием форсажной камеры (модель «CJ610») и установленным сзади вентилятором для повышения экономичности (модель «CJ700»). «General Electric J85» стал одним из самых успешных продуктов в истории компании, гражданские версии налетали в общей сложности 16,5 млн часов. ВВС США планируют использовать эти двигатели до 2040 года.
Применяется двигатель на самолётах: Fairchild C-123 Provider, Canadair CT-114 Tutor, Canadair CF-5, Cessna A-37 Dragonfly, Fiat G.91Y, North American T-2 Buckeye, Northrop F-5, Northrop T-38 Talon, Ryan XV-5 Vertifan, Saab 105Ö, Scaled Composites White Knight, Viperjet MKII.
| Вариант    | Тяга                         | Другая информация |
| ---------- | ---------------------------- | --- |
| J85-GE-1   | 1224 кгс (12 кН)             | |
| J85-GE-3   | 1020 кгс (10,9 кН)           | |
| J85-GE-4   | 1326 кгс (13,1 кН)           | |
| J85-GE-5   | 1122 кгс (11 кН)             | Форсажная тяга 1632 кгс (16 кН) |
| J85-GE-5A  |                              | Форсажная тяга 1744 кгс (17,1 кН) |
| J85-GE-5H  | 1748 кгс (17,2 кН)           | Удельный расход топлива 2,2 (кг/ч)/кгс, расход воздуха 20 кг/сек, степень сжатия 7:1, диаметр 518 мм, длина 2771 мм, сухая масса 265 кг, температура перед турбиной 893 C°                                     |
| J85-GE-7   | 1020 кгс (10,9 кН)           | |
| J85-GE-13  | 1846-2203 кгс (18,1-21,6 кН) | |
| J85-GE-15  | 1937 кгс (19 кН)             | J85-CAN-15 производился Orenda Aerospace для истребителя Canadair CF-5 |
| J85-GE-17  | 1294 кгс (12,7 кН)           | Удельный расход топлива 0,99 (кг/ч)/кгс, расход воздуха 20 кг/сек, степень сжатия 7:1, диаметр 450 мм, длина 1026 мм, сухая масса 179 кг, температура перед турбиной 893 C°                                    |
| J85-GE-17A | 1295 кгс (12,7 кН)           | |
| J85-GE-21  | 1632 кгс (16 кН)             | Форсажная тяга 2270 кгс (22,3 кН), удельный расход топлива 2,13 (кг/ч)/кгс, расход воздуха 24 кг/сек, степень сжатия 8:1, диаметр 508 мм, длина 2946 мм, сухая масса 303 кг, температура перед турбиной 977 C° |
| J85-CAN-40 | 1203 кгс (11,8 кН)           | Производился Orenda Aerospace для самолета Canadair CT-114 Tutor |

## Галерея

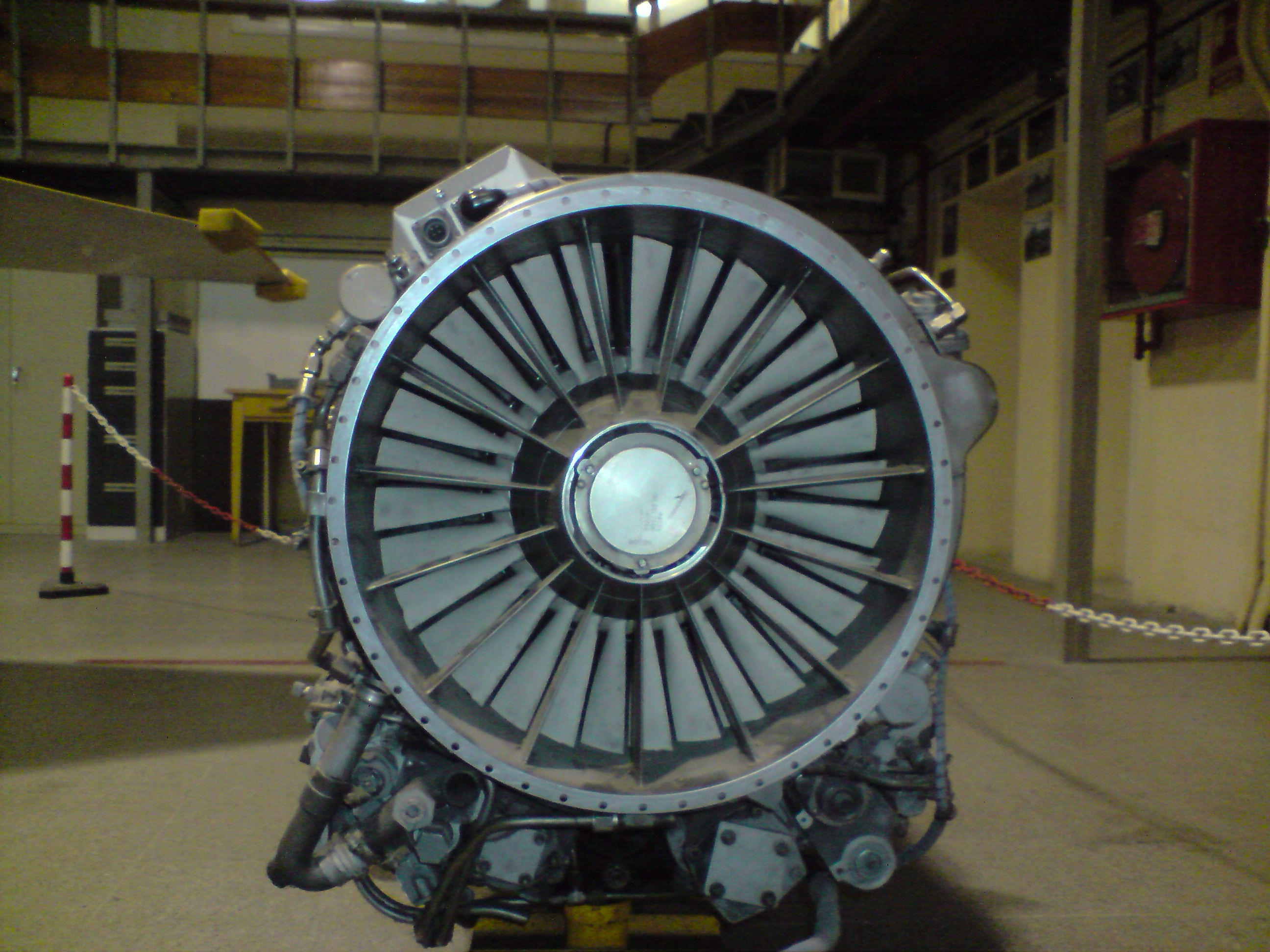
Входное устройство J85
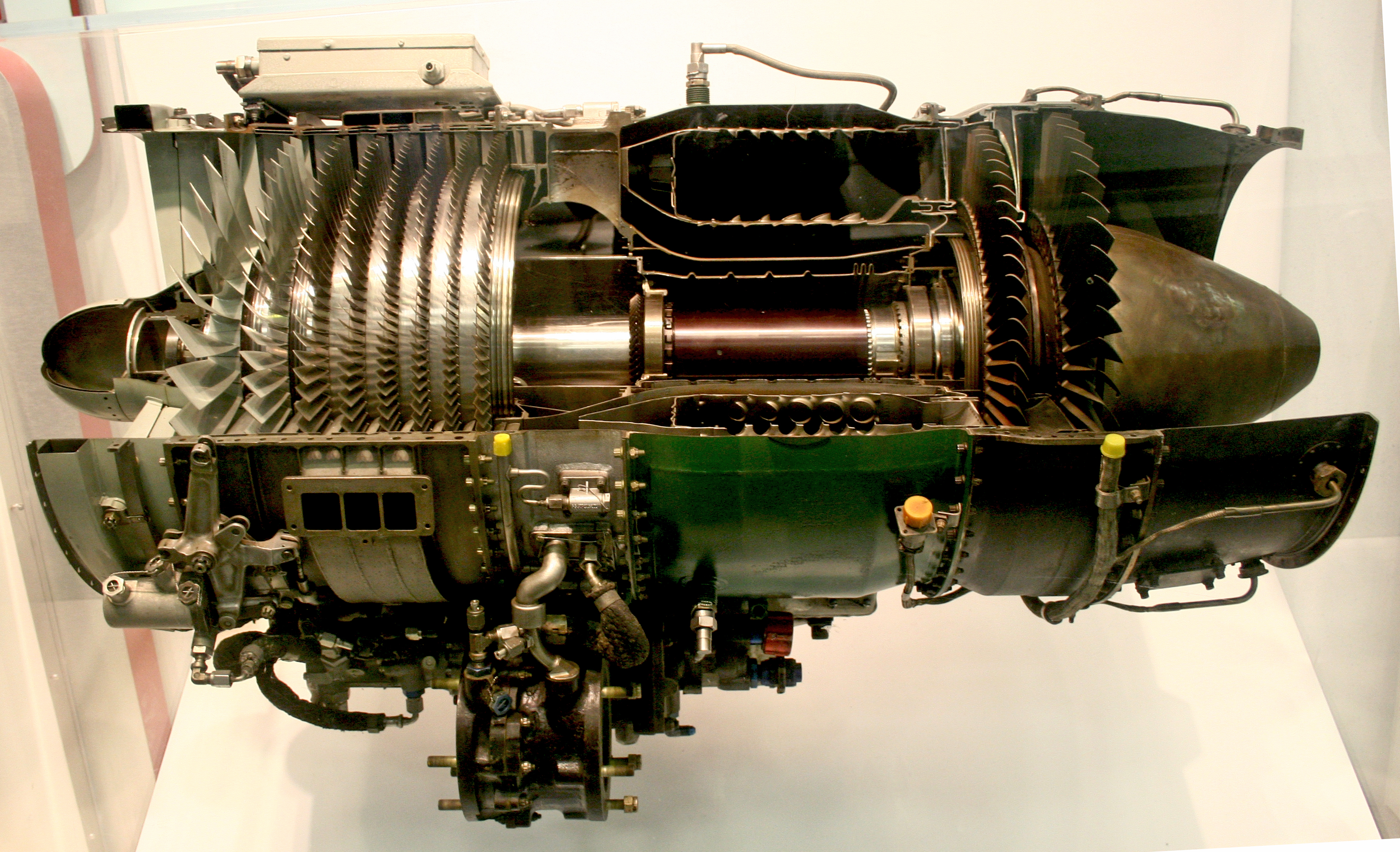
J85 в разрезе
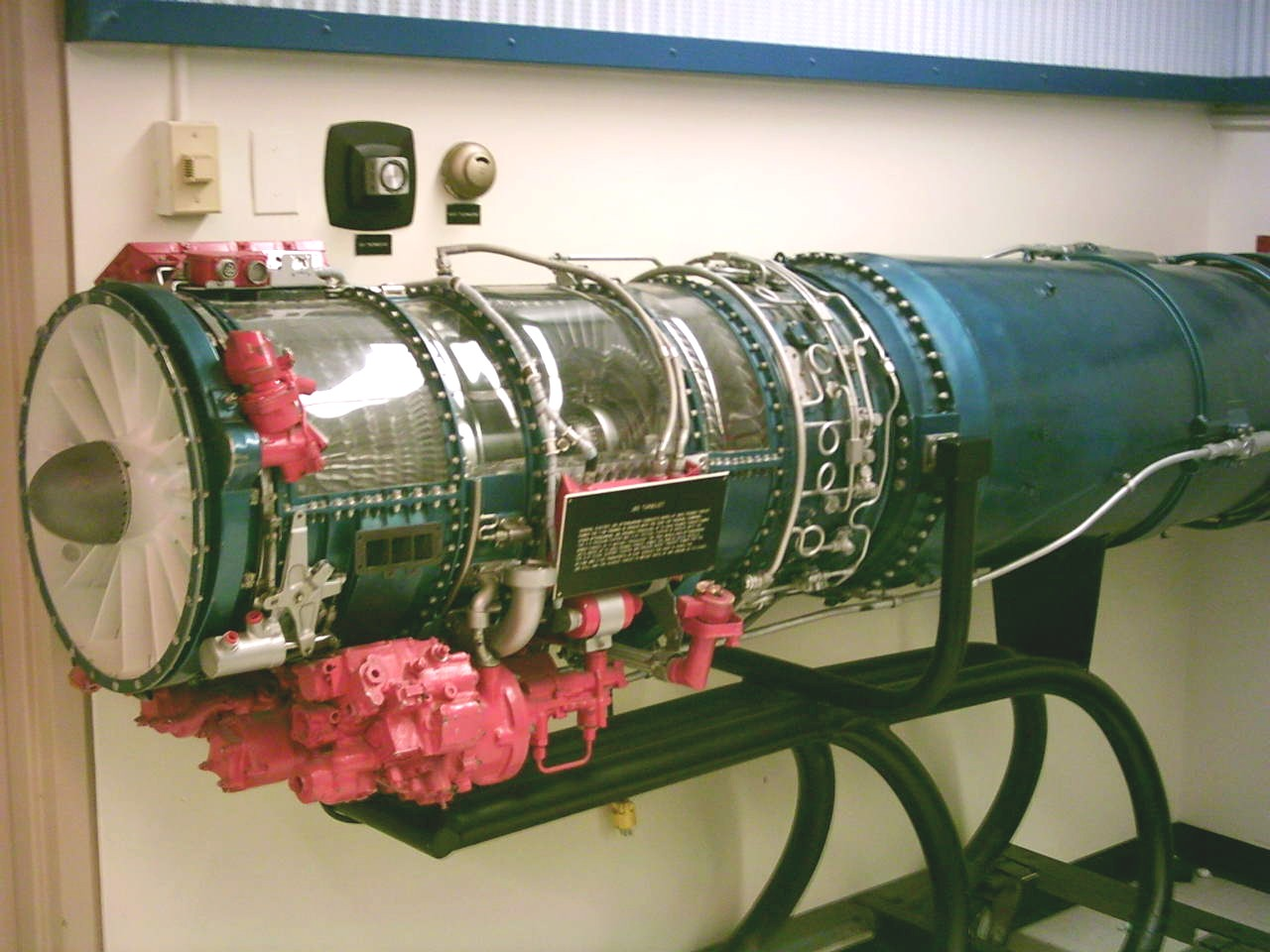
J85-5
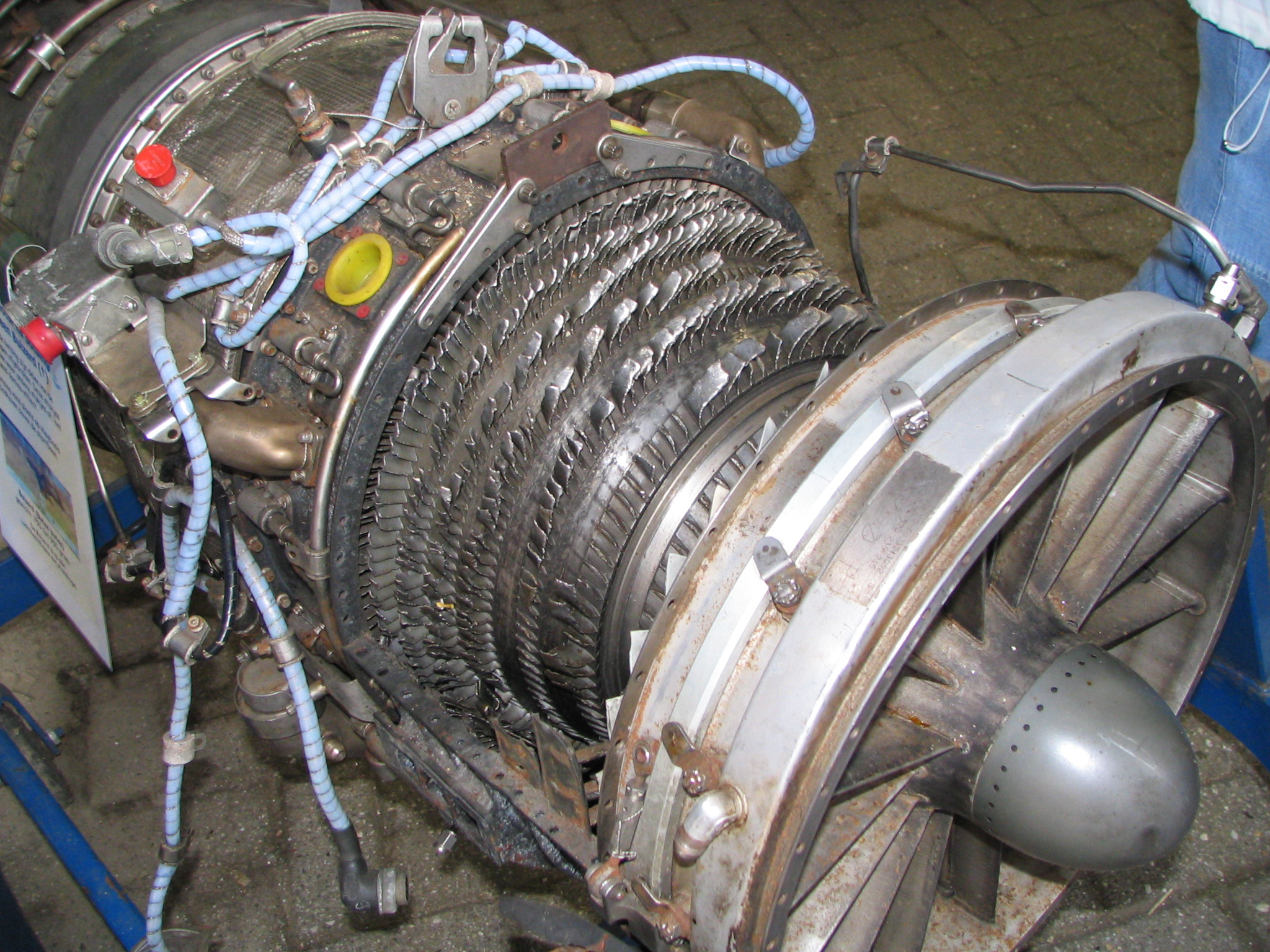
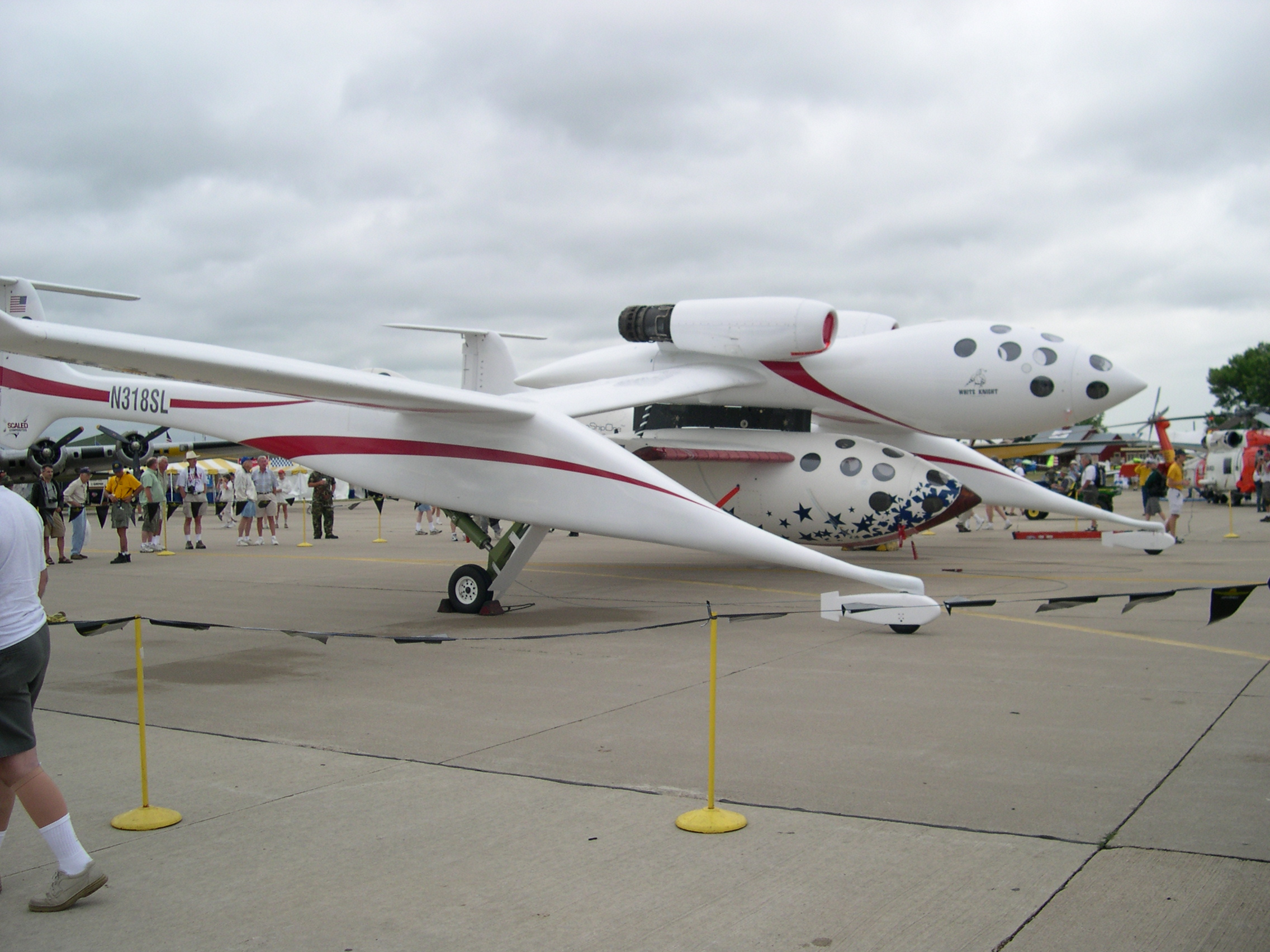
White Knight с двумя двигателями J85